# Smyrnium olusatrum
Smyrnium olusatrum — вид рослин родини окружкових. Видова назва походить від лат. olus atrum — «чорна трава» і вказує на колір плодів у період дозрівання. Маловживана харчова та лікарська рослина.

## Опис
Рослини кремезні, з сильним стеблом, що стає порожнистим з віком. При правильних умовах, досягає розмірів до 120—150 см у висоту. Головний корінь потовщується і досягає 50–60 см завдовжки, тонкі бічні корені йдуть трохи нижче поверхні. Листя тричі-перисте, темно-зелене блискуче, голе, зубчасте. Суцвіття несуть чоловічі й двостатеві квітки в співвідношенні приблизно 4:1. Квітки від зеленувато-жовтого до жовтого кольору, завширшки 1,5 мм. Плоди чорні, кулясті, завширшки 7–8 мм.

## Поширення
Північна Африка: Алжир; Марокко; Туніс. Західна Азія: Кіпр; Ізраїль; Йорданія; Ліван; Сирія; Туреччина. Південна Європа: Албанія; Хорватія; Греція [вкл. Крит]; Італія [вкл. Сардинія, Сицилія]; Чорногорія; Франція [вкл. Корсика]; Португалія; Гібралтар; Іспанія [вкл. Балеарські острови, Канарські острови]. Натуралізований і культивується в деяких інших країнах. Росте на висотах 0-800 (1300) м.

## Використання
Використовується як лікарські трави. Використовувався в багатьох стравах, але був замінений на селеру. Римляни вживали листя, стебла, коріння, і бутони.

## Галерея

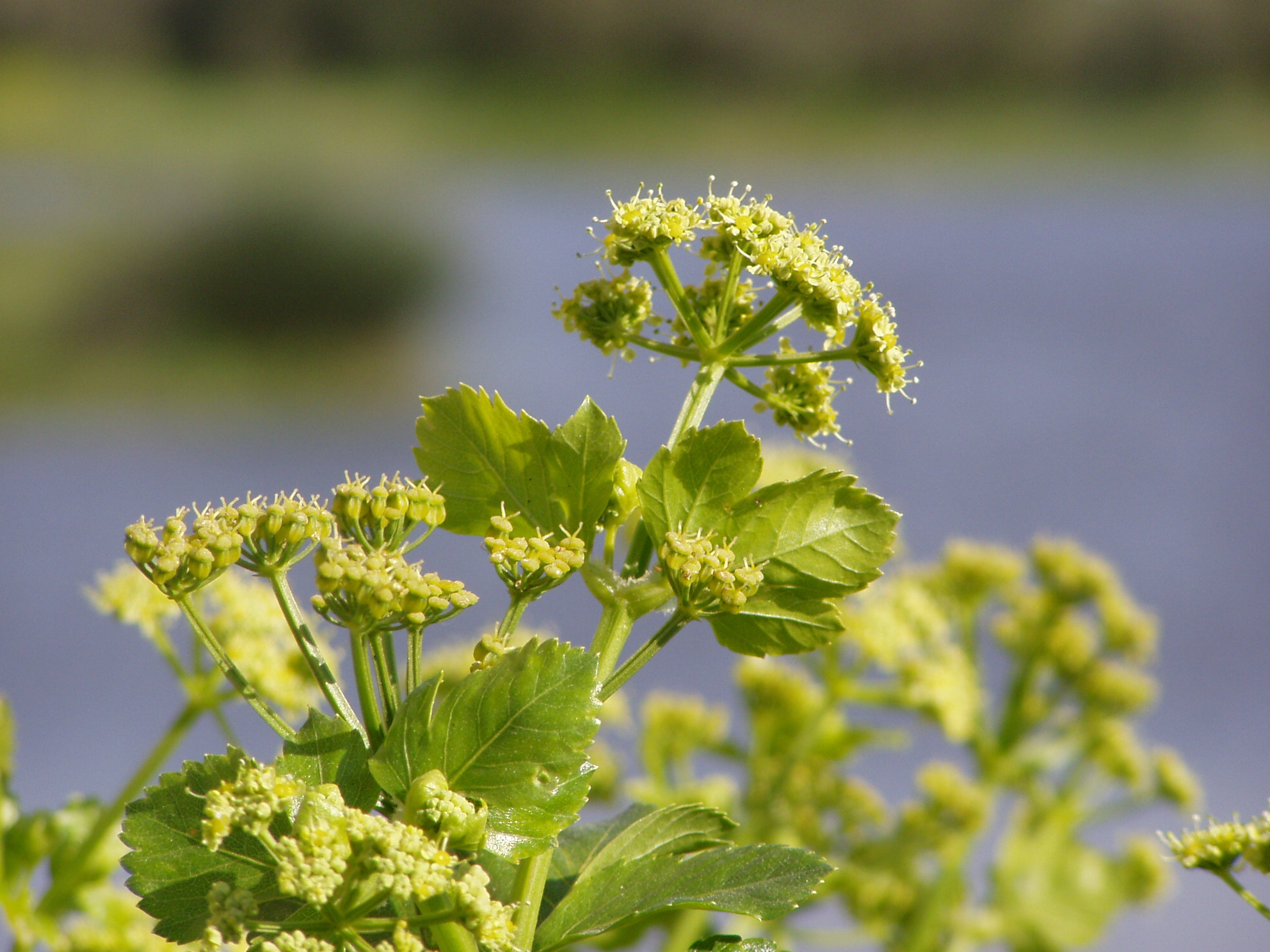
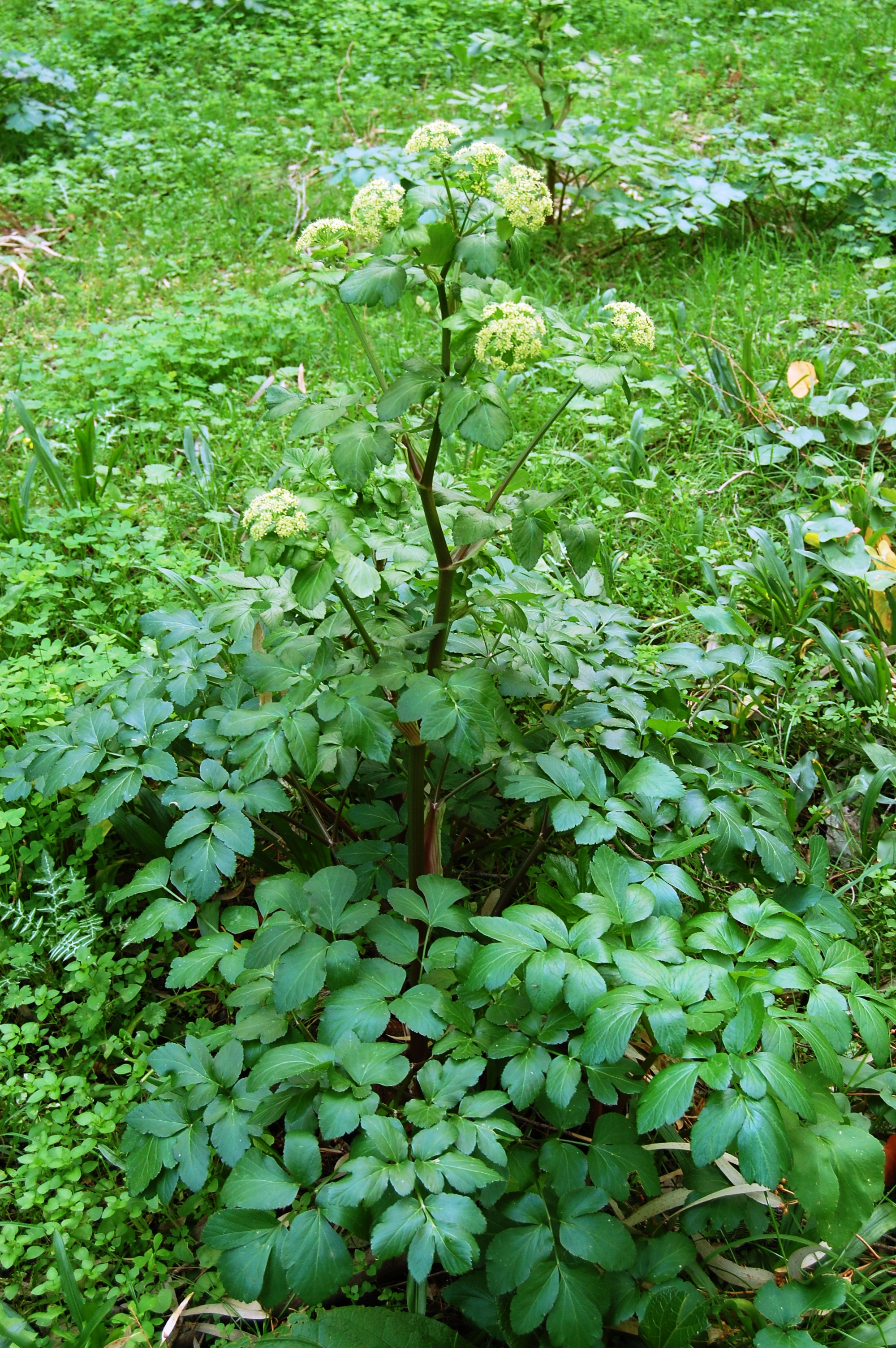
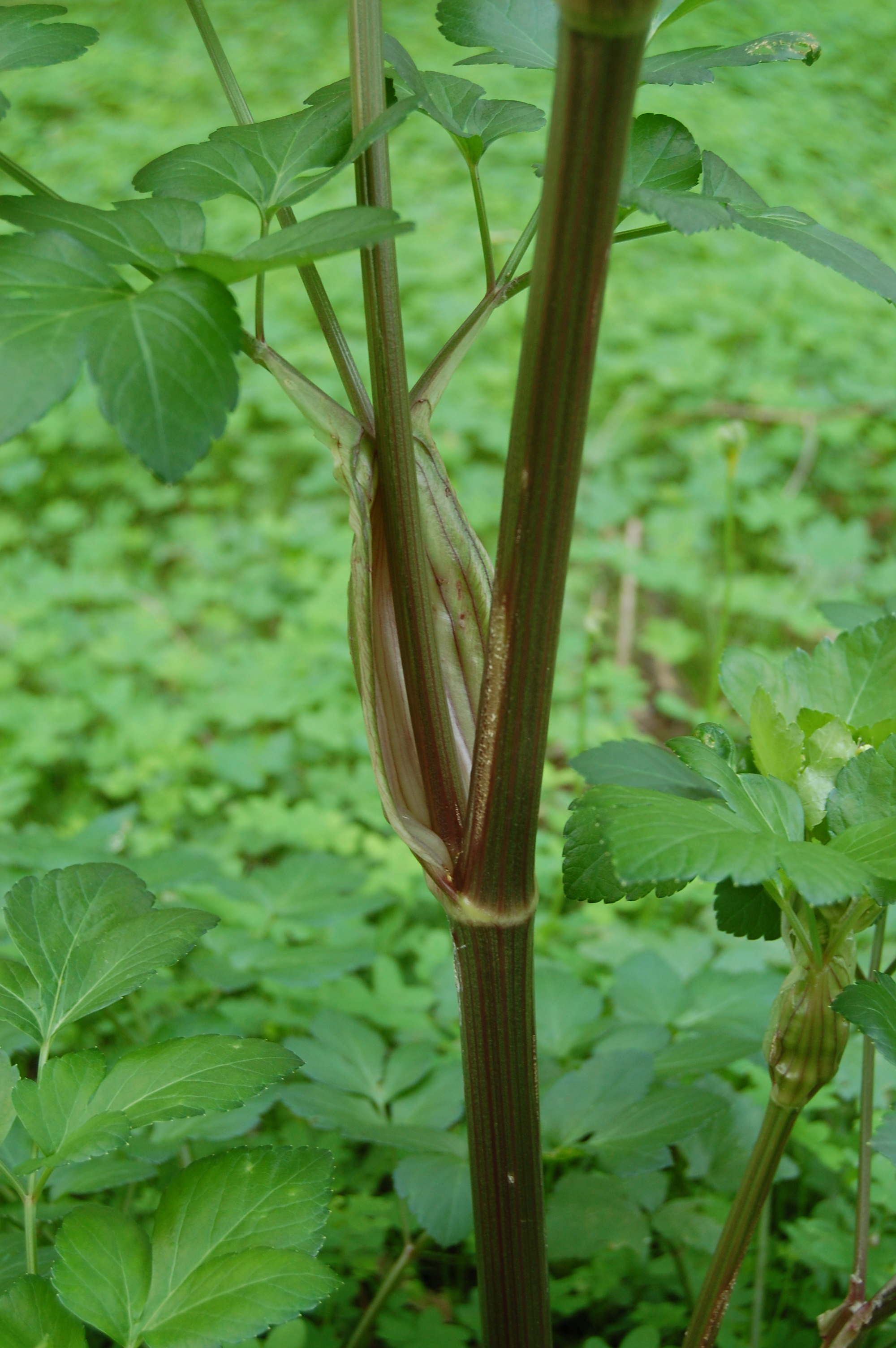
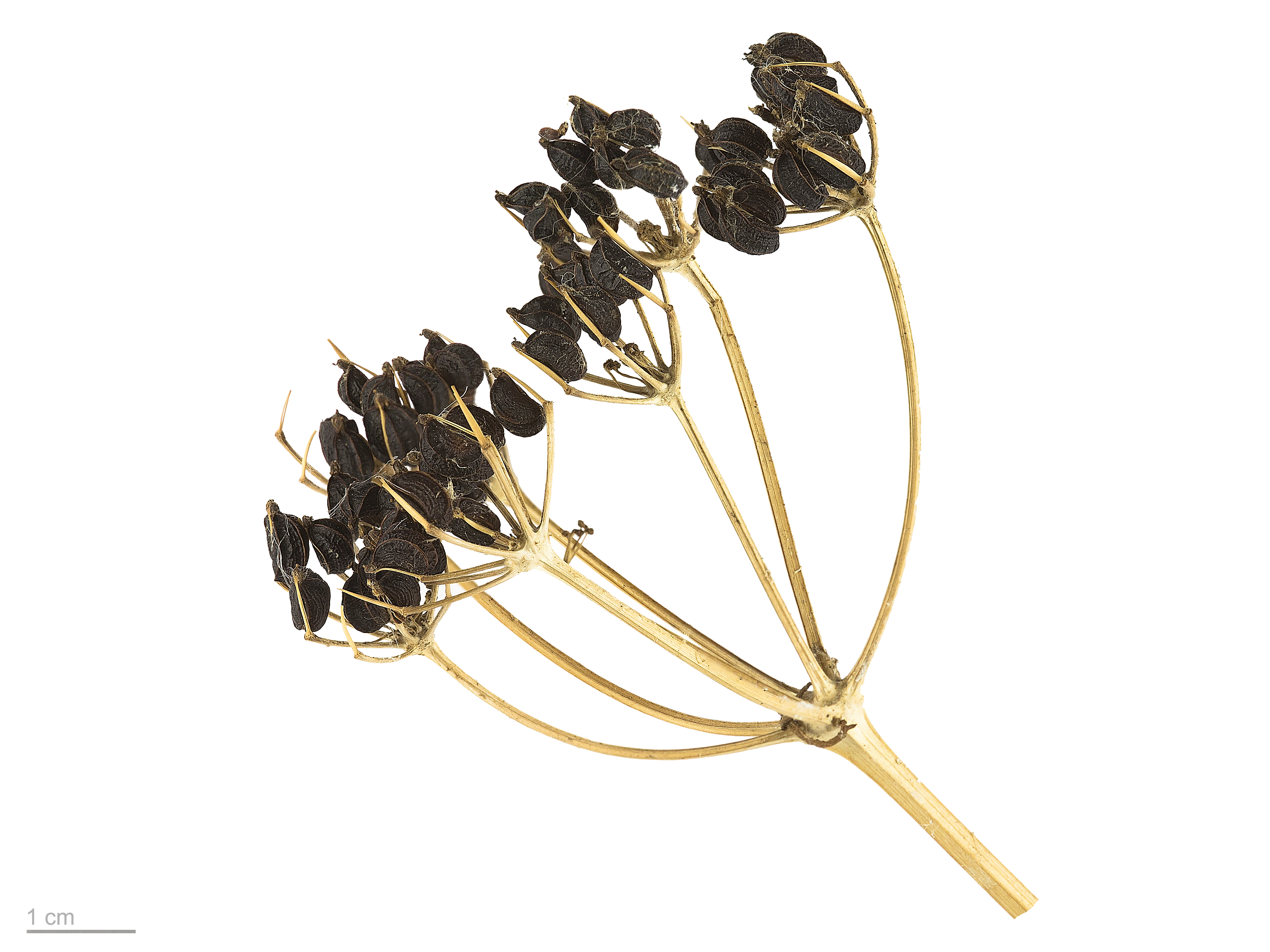